# Зосима (игумен Макарьево-Унженского монастыря)
Зосима (ум. 1625) — игумен Макарьево-Унженского монастыря Костромской епархии Русской православной церкви.

## Биография
О детстве и мирской жизни отца Зосимы сведений практически не сохранилось, да и последующие биографические данные о нём очень скудны и отрывочны; согласно статье русского библиографа К. Я. Здравомыслова, он был «из вдовых священников».
В управление Макарьево-Унженским монастырем Зосима вступил 6 июля 1613 года. За 12 лет управления обителью, как видно из сравнения двух описей монастырского имущества, составленных в начале и конце его управления, он «неславную и немногочеловечную обитель» обратил в знатную, богатую и многолюдную.

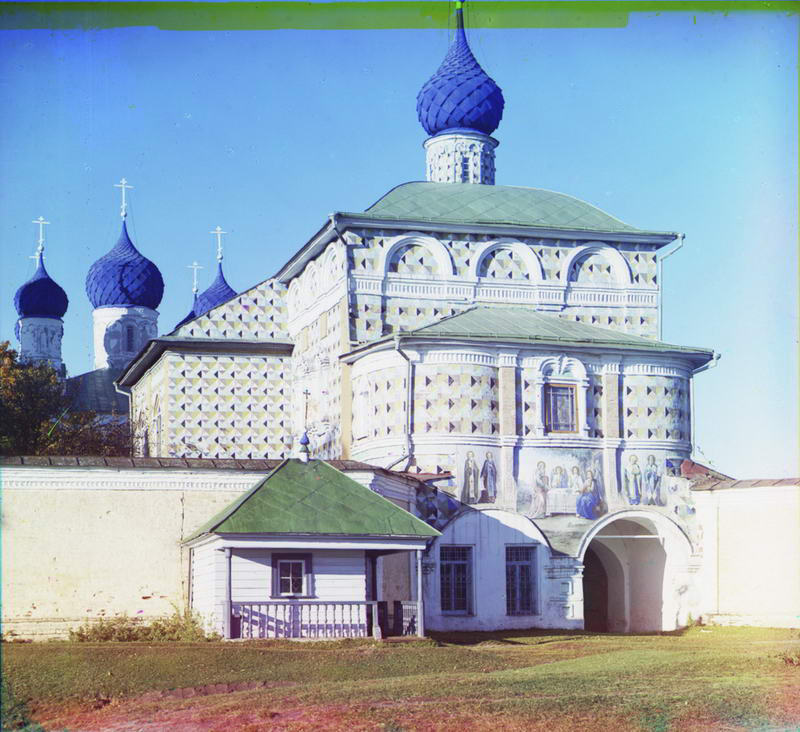
Макарьево-Унженский монастырь
(фото С. М. Прокудин-Горский)

При нём 4 октября 1619 года царь Михаил Фёдорович посетил Макариев Унженский монастырь. Это путешествие совершилось по обещанию царскому «за некоторые его, угодника Божия, чудеса и помощь, показанную ему, великому государю, и пречестным родителям его государским во время их государских печалей... По воцарении, царь умиление призываше в молитвах своих великого чудотворца преподобного Макария Унженскаго, яко да царствия его все мятежи и кровопролития утолятся и родителя своего, блаженного архиерея Филарета, узрит свобождена от плена и в царствующий град Москву пришедша. Положи же благоверный царь обещание свое преподобному Макарию в молитвах своих, яко аще молитвами его вышереченная прошения его царская Бог исполнит, то паки свое шествие сотворити в честную его обитель Унженскую и гроб его цельбоносный видети и целовати, и поклонение сотворити, и обитель паче распространити…»
Посещению обители царем предшествовало официальное расследование о 74-х чудесах преподобного Макария Желтоводского. Следствием царского посещения обители были: а) наименование преподобного Макария великим чудотворцем; б) повеление «монастырь сей из царских сокровищ пространным строением устроити и весь чин монастырский… учинити наравне с Соловецким монастырем»; в) пожалование монастырю «многих церковных вещей, такожде и многих сел и земель с живущими тамо христианы», — Спасской пустыни с 6 починками, 3 займищами, пустошью, 3 пожнями и рыбными ловлями; г) разрешение игуменам обители ездить в Москву к царю и патриарху с образом чудотворца и «со святыми водами», с освобождением от платы «проезжей головщины», «за перевозы» и др. пошлин; д) посещение обители многими знатными лицами, внёсшими щедрые вклады.
Отцом Зосимой были устроены в обители — над гробом преподобного Макария новый пятиглавый деревянный храм с двумя приделами «на подволоке», Храм на святых вратах, трапеза и в ней храм; затем храм в пожалованной Спасской пустыне и храм в одной из вотчин монастырских; кельи игуменские, братские, гостинные, келарские, казенные, поваренные, амбары, чуланы, конюшни, колодезь и прочие. Многие угодья освобождены были от оброков, а монастырские крестьяне — от подсудности местным воеводам.
Игумен Зосима скончался 9 ноября 1625 года во вверенной ему обители.